# Shinrin-yoku
Shinrin-yoku (jap. 森林浴; kąpiel leśna) – prozdrowotna praktyka kontaktu z naturą (głównie środowiskiem leśnym) powstała w Japonii, początkowo popularna na Dalekim Wschodzie, obecnie na całym świecie. Polega na wolnych, relaksacyjnych spacerach i odbiorze naturalnego otoczenia wszystkimi zmysłami. Może być wykorzystywana jako technika profilaktyczna, rehabilitacyjna lub wspomagająca leczenie. Zanurzenie się w leśną atmosferę przywodzi na myśl zanurzenie się w wodzie – do czego właśnie nawiązuje nazwa.

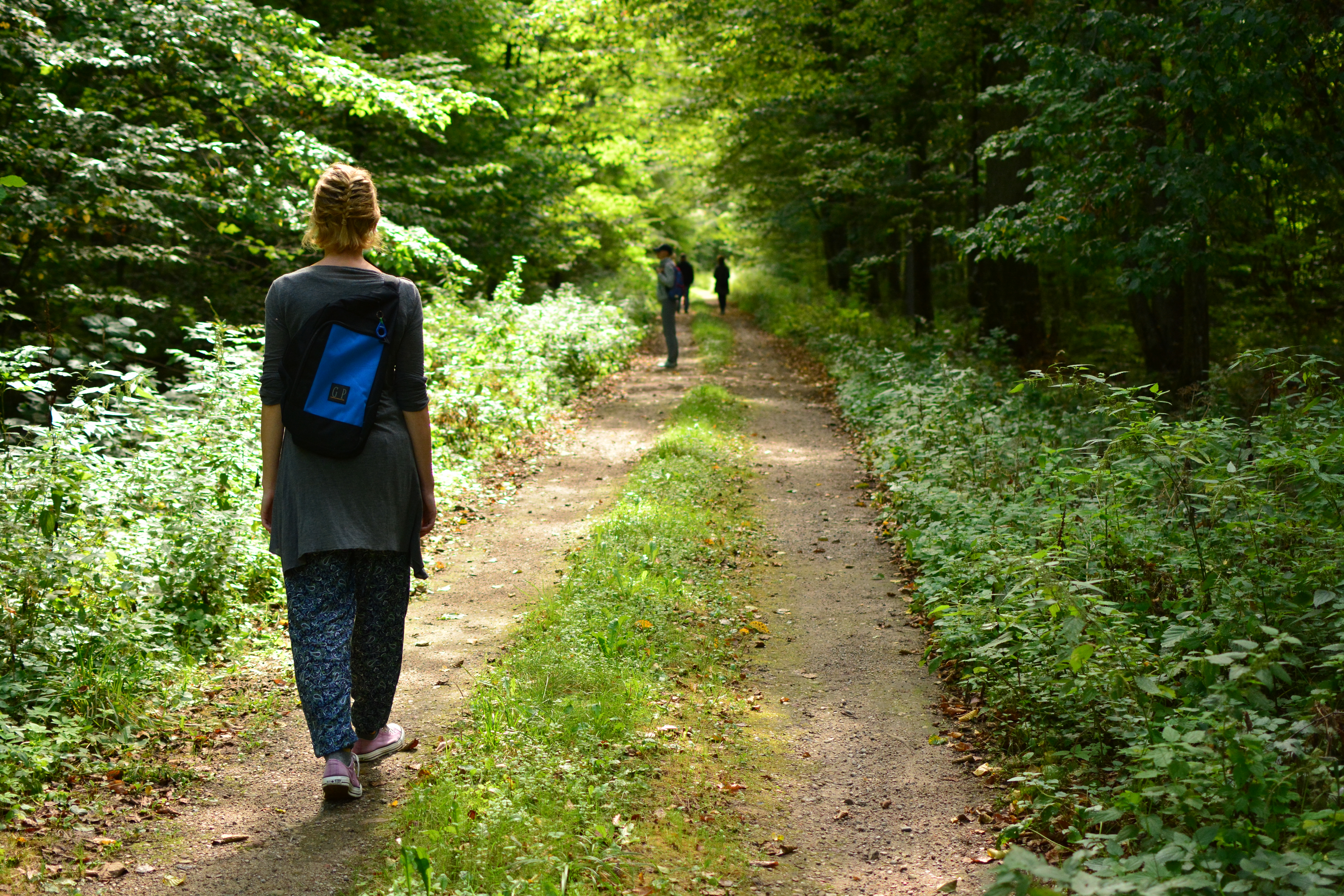
Shinrin-yoku w Puszczy Białowieskiej

Głównym założeniem jest intensyfikacja ekspozycji na środowisko leśne – bogate w czynniki aerobiologiczne (fitoncydy i olejki eteryczne), leśną florę bakteryjną, w tym Mycobacterium vaccae), posiadające naturalne cechy klimatyczne (oświetlenie, wilgotność, nasłonecznienie) oraz zapewniające odbiór naturalnych bodźców zmysłowych (zapachy, dźwięki, faktury). Czynniki te wspomagają organizm w procesie relaksacji, regeneracji po stresie oraz normalizacji parametrów życiowych związanych z pobudzeniem współczulnego układu nerwowego, jak ciśnienie krwi, tętno, poziom glikemii czy procesy odpornościowe. Szereg wyników badań naukowych wskazuje na jej użyteczność jako jednej z technik terapeutycznych.
Dzięki swoim zaletom zyskuje popularność na Zachodzie jako forma spędzania wolnego czasu w bliskim kontakcie z naturą. W wielu państwach dołącza również do technik uznawanych przez medycynę akademicką (zob. evidence-based medicine), jednak wciąż są potrzebne bardziej jednoznaczne wyniki badań randomizowanych z grupą kontrolną (RCT, ang. randomized controlled trial), pozwalające sformułować wytyczne praktyki klinicznej (zob. dobra praktyka kliniczna).

## Etymologia
Shinrin-yoku to słowo pochodzące z języka japońskiego. Shinrin (jap. 森林) dosłownie oznacza „las”, z kolei yoku (jap. 浴) oznacza „kąpiel”. Termin opisuje zanurzenie się w leśnej atmosferze, analogicznie jak kąpiący zanurza się w wodzie. Tego określenia użył w 1982 roku Tomohide Akiyama, minister rolnictwa, leśnictwa i rybołówstwa i autor licznych publikacji naukowych

## Historia
Historia shinrin-yoku rozpoczęła się w roku 1982, kiedy Japońska Agencja Leśnictwa wprowadziła ten termin, jak i ideę odpowiednich spacerów leśnych mających na celu pomoc w zapobieganiu i leczeniu chorób cywilizacyjnych. 
W latach 1988–2012 profesor Nippon Medical School w Tokio – Qing Li przeprowadził badania nad aktywnością komórek NK odpowiadających w naszych ciałach za obronę przeciw wirusom i nowotworom. Następnie wykonano szeroko zakrojone badania nad wpływem terapii leśnych na ciśnienie tętnicze krwi, poziom hormonów stresu – adrenaliny i kortyzolu. Rozpoczęto również badania nad poziomem adiponektyny, hormonu regulującego szereg procesów metabolicznych w tym pośrednio wpływającego na zachowanie odpowiedniej wagi ciała. Obecnie badania nad shinrin-yoku i jego wpływem na organizm rozpościerają się na coraz więcej płaszczyzn medycznych, obejmujących zdrowie psychiczne i fizyczne.
W 2007 roku w Osace (Japonia) powstało Japońskie Stowarzyszenie Medycyny Leśnej, któremu przewodniczył Qing Li. Z uwagi na międzynarodowe zainteresowanie tematem jego działalność postanowiono rozszerzyć zakładając w 2009 roku Międzynarodowe Stowarzyszenie Natury i Medycyny Leśnej – International Society of Nature and Forest Medicine (INFOM).
Idea kąpieli leśnych przeniknęła do kultury zachodniej, inspirując kolejnych naukowców, pracowników ochrony zdrowia, trenerów praktyk wellness oraz instytucje. W 2012 roku amerykański przewodnik turystyki przyrodniczej, Amos Clifford, zainspirowany ideą shinrin-yoku, opierając się na swoich doświadczeniach z przyrodą, medytacją i technikami psychoterapeutycznymi, stworzył autorski program terapii lasem oraz realizującą go i szkolącą kolejnych przewodników organizację Association of Nature and Forest Therapy (ANFT).
Od 2018 roku organizacją szkolącą głównie na terenie Europy jest European Forest Therapy Institute (EFTI, ) – instytut zajmujący się kształceniem przewodników kąpieli leśnych i terapii lasem w oparciu o europejskie uwarunkowania kulturowo-przyrodnicze, kładący duży nacisk na relacje społeczne, edukację oraz współpracę międzynarodową przewodników .
Podobny instytut znajduje się również w Australii – International Nature and Forest Therapy Alliance (INFTA).

## Wpływ na zdrowie

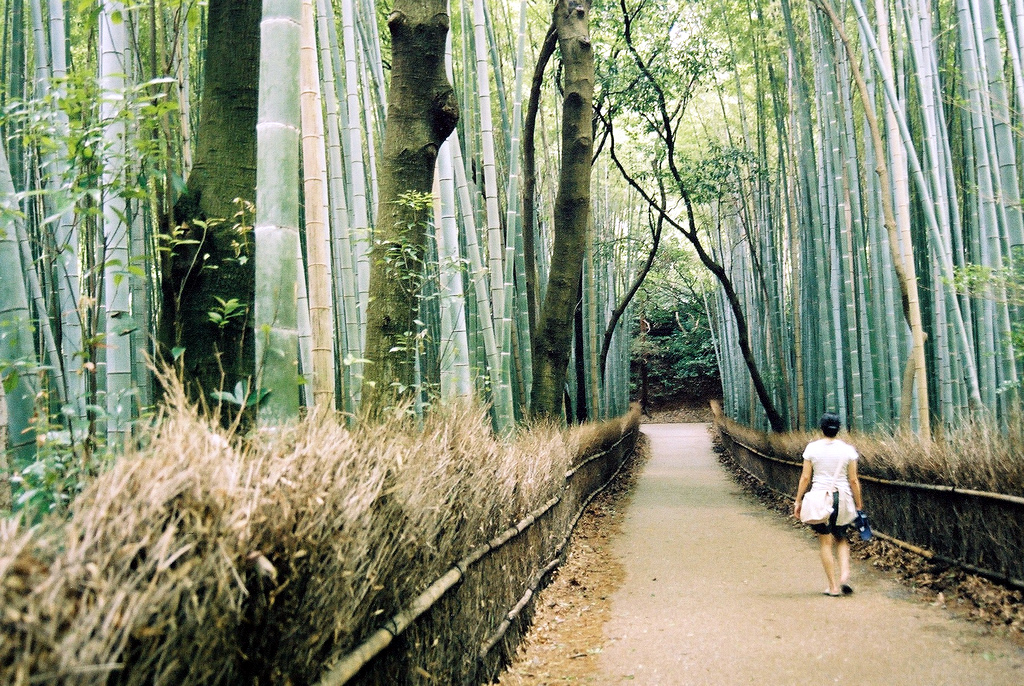
Spacer w bambusowym lesie w Arashiyama, Kioto

Kąpiele leśne wpływają zarówno na fizjologiczne, jak i psychologiczne funkcje organizmu ludzkiego, co udowodniono w licznych badaniach naukowych. Mechanizmy oddziaływania lasu są złożone, główną rolę przypisuje się wydzielanym przez rośliny fitoncydom, bytującym w lasach mikroorganizmom oraz indukowaniu zmysłów bodźcami, które organizm odczytuje jako bezpieczne i zapewniające warunki do przeżycia, umożliwiając zmniejszenie odczuwanego napięcia.
Układ odpornościowy
Fitoncydy znacząco zwiększają aktywność komórek biorących udział w funkcjach obronnych organizmu, tzw. naturalnych zabójców (NK) oraz wzrost poziomów substancji cytolitycznych wydzielanych przez komórki odpornościowe – perforyny, granzymy i granulizyny. Podwyższona aktywność komórek NK wzrasta już po kilku godzinach kąpieli leśnych. Po dwudniowej sesji shinrin-yoku poziom i aktywność komórek NK oraz ilość komórek wydzielających wspomniane substancje cytolityczne utrzymuje się na wysokim poziomie przez kolejne 30 dni. Wystarczy raz w miesiącu przez 2 dni po kilka godzin korzystać z kąpieli leśnej, aby utrzymywały się sprawniejsze mechanizmy odpornościowe.
Stres fizjologiczny
Hormonem, którego poziom wzrasta podczas doznawania przewlekłego stresu, jest kortyzol, a podczas ostrej nerwowej sytuacji - adrenalina. Zarówno poziom kortyzolu, jak i adrenaliny znacząco spada po stosowaniu kąpieli leśnych. Efekty obserwuje się nie tylko po spacerowaniu po lesie, ale też przy zwyczajnym w nim przebywaniu- np. siedzeniu i obserwowaniu. Wystarczy 15 minut kąpieli leśnych, aby znacząco spadł poziom kortyzolu we krwi, oraz w ślinie.
Układ krążenia
Kąpiel leśna powoduje zmiany w ciśnieniu krwi i tętnie w kierunku normalizowania. U osób z wysokim wyjściowym ciśnieniem krwi i tętnem shinrin-yoku powoduje spadek ich wartości, a u tych z niskimi- wzrost. Efekt relaksacyjny również przekłada się na obniżanie wartości ciśnienia krwi i tętna. Kąpiele leśne wpływają na organizm korzystnie w chorobie wieńcowej, a zwłaszcza na układ renina- angiotensyna-aldosteron, biorącym udział w regulacji ciśnienia tętniczego krwi. Wysokie wartości tych substancji wiążą się z większym ryzykiem chorób serca. Na skutek shinrin-yoku ich poziomy istotnie się obniżają.
Układ nerwowy
Pracę autonomicznego układu nerwowego mierzy się m.in. za pomocą zmienności rytmu zatokowego (HRV, ang. heart rate variability). Zwiększona aktywność układu współczulnego, odpowiedzialnego za fizjologiczne reakcje stresu, powoduje obniżenie HRV. Praca układu przywspółczulnego, bardziej aktywnego w stanie odprężenia, to wyższy HRV.
Kąpiele leśne zmniejszają aktywność współczulną układu nerwowego, a zwiększają przywspółczulną, co zaobserwować można na podstawie różnic w wartościach HRV mierzonych u badanych po terapii lasem w porównaniu do osób, które z niej nie korzystały co wydaje się odgrywać istotną rolę zwłaszcza u osób z nadciśnieniem tętniczym.
Choroby metaboliczne
Wykazano, że kąpiele leśne obniżają poziom glikemii u osób chorych na cukrzycę insulinoniezależną, a mechanizm nie jest związany z intensywnością wysiłku ani ilością spalanych kalorii. Również dehydroepiandrosteron (DHEA), czynnik przeciwdziałający otyłości i cukrzycy, osiąga znacząco wyższy poziom po dwugodzinnym spacerze shinrin-yoku w porównaniu do pokonywania takiego samego dystansu w mieście. Obserwuje się też znaczący wzrost stężenia adiponektyny zapobiegającej miażdżycy naczyń krwionośnych.
Badania psychologiczne
W badaniu wpływu shinrin-yoku na samopoczucie psychiczne stosowano skale i kwestionariusze oceniające natężenie stresu, poczucia depresyjności, lęku, wrogości, a także witalności, zrelaksowania, zadowolenia i spokoju. Używano najczęściej skal POMS, STAI oraz metod dyferencjału semantycznego SDM Wykazano, że w lesie rośnie koncentracja uwagi, poczucie relaksu, komfortu i witalności. Spada zaś niepokój, lęk, przygnębienie i nastawienia depresyjne oraz złość i zmęczenie.
Korzystne efekty zaobserwowano w leczeniu takich chorób psychicznych, jak zespół stresu pourazowego (PTSD), depresja u osób uzależnionych od alkoholu czy depresyjność i lęk u osób po udarze mózgu.
Shinrin-yoku może być skutecznie w wspieraniu leczenia depresji, lęku, gniewu i stresu a co za tym idzie uzależnień od seksu, nadużywania substancji, hazardu, Internetu, mediów społecznościowych, ćwiczeń fizycznych oraz zaburzenia odżywiania.

## Zasady
- Wybieramy odpowiednie miejsce, najlepiej las lub gęsty park. Dopuszczalne może być też miejsce mniej zadrzewione, lecz obfitujące w inne formy przyrody ożywionej i nieożywionej[potrzebny przypis].
- Na kąpiel leśną poświęcamy średnio około dwóch godzin[44].
- Kąpiel leśną można uprawiać samotnie, z przewodnikiem lub w grupie[potrzebny przypis].
- Będąc w grupie należy powstrzymywać się od rozmów i ograniczać interakcje ze sobą tylko do tematów bezpośrednio wypływających ze spaceru[potrzebny przypis].
- Należy zostawić rozpraszającą uwagę elektronikę, a zwłaszcza telefon poza miejscem kąpieli leśnej lub przynajmniej wyłączyć je na czas spaceru[potrzebny przypis].
- Kąpiel leśna cechuje się brakiem pośpiechu[potrzebny przypis]. To powolny spacer po lesie z co najmniej kilkoma przystankami – nawet dłuższymi.
- Spacerując po lesie nie zakłada się z góry trasy ani miejsca do którego się dąży[potrzebny przypis]. Celem jest poprawa samopoczucia i relaks, a nie konkretne miejsce.
- Podczas spaceru shinrin-yoku angażuje się wszystkie zmysły i odbiera nimi jak najwięcej bodźców[45].